# Patrizia De Clara
Patrizia De Clara, pseudonimo di Clara Patrizia Cerrone (Alano di Piave, 8 novembre 1940), è un'attrice italiana.

## Biografia
Vivace caratterista, cominciò la sua carriera lavorando in teatro nei primi anni sessanta. Apparve per la prima volta sul grande schermo nel 1965, prendendo parte alla pellicola Questa volta parliamo di uomini di Lina Wertmüller. Nel 1982 le fu assegnato il Globo d'oro come miglior attrice rivelazione grazie al film Duetto (1981), diretto da Tomaso Sherman.
Lo spettacolo per cui è ancora oggi ricordata è sicuramente Eros e Priapo (1981), di Carlo Emilio Gadda, regia di Lorenzo Salveti: una grande prova di recitazione, che fece notevolmente apprezzare la De Clara dalla critica.
Tuttora attivissima in teatro, è interprete del monologo di Massimo Sgorbani Causa di beatificazione, un oratorio con musica sulla tragedia di tutte le guerre. Ha svolto anche attività di attrice alla radio.

## Filmografia

### Cinema
- Un brav'uomo, episodio di Questa volta parliamo di uomini, regia di Lina Wertmüller (1965)
- Il medico della mutua, regia di Luigi Zampa (1968)
- Infanzia, vocazione e prime esperienze di Giacomo Casanova, veneziano, regia di Luigi Comencini (1969)
- Italiani! È severamente proibito servirsi della toilette durante le fermate, regia di Vittorio Sindoni (1969)
- Il prof. dott. Guido Tersilli primario della clinica Villa Celeste convenzionata con le mutue, regia di Luciano Salce (1969)
- Il Decameron, regia di Pier Paolo Pasolini (1971)
- Bianco, rosso e..., regia di Alberto Lattuada (1972)
- Sepolta viva, regia di Aldo Lado (1973)
- La mazurka del barone, della santa e del fico fiorone, regia di Pupi Avati (1975)
- Il letto in piazza, regia di Bruno Gaburro (1976)
- La padrona è servita, regia di Mario Lanfranchi (1976)
- Novecento, regia di Bernardo Bertolucci (1976)
- Come una regina, episodio di I nuovi mostri, regia di Ettore Scola (1977)
- Duetto, regia di Tomaso Sherman (1981)
- Ehrengard, regia di Emidio Greco (1982)
- Miss Arizona, regia di Pál Sándor (1988)
- Stradivari, regia di Giacomo Battiato (1988)
- La prossima volta il fuoco, regia di Fabio Carpi (1994)

### Televisione
- I racconti di padre Brown, episodio La croce azzurra, regia di Vittorio Cottafavi - miniserie TV (1970)
- Sotto il placido Don, regia di Vittorio Cottafavi - miniserie TV (1974)
- Jazz band, regia di Pupi Avati - miniserie TV (1978)
- Il '98, regia di Sandro Bolchi (1979)
- Eros e Priapo, da Carlo Emilio Gadda, regia di Lorenzo Salveti (1980)
- Signorine grandi firme, regia di Mauro Severino (Rete 3 1981)
- L'uovo mondo nello spazio, regia di Ettore Desideri (TV 2, 1982)
- L'asino di Buridano, regia di Lorenzo Salveti (1984)
- Specchio palese, regia di Gianni Serra - miniserie TV, 4 episodi (1985)
- Guglielmo Giannini - l'Uomo qualunque, regia di Tomaso Sherman (1986)
- Diciottanni - Versilia 1966 - serie TV (1988)
- La vita che ti diedi, regia di Gianfranco Mingozzi (1991)
- I ragazzi del muretto - serie TV, 6 episodi (1991-1993)
- Trappola per un uomo solo, regia di Silvio Maestranzi (1992)
- Mamma per caso, regia di Sergio Martino - miniserie TV (1997)
- Don Matteo - serie TV, episodio 4x16 (2004)

## Teatro
- Sogno di una notte di mezza estate, di William Shakespeare, regia di Franco Enriquez, Verona, Giardino Giusti, 4 luglio 1962.
- Carissima Italia, di Silvano Ambrogi e Francesco Liotti, regia di Lino Procacci, Roma, 1965
- Piovana, di Ruzante, regia di Giovanni Poli, Milano, 1965
- La cimice, di Vladimir Majakovskij, regia di Bogdan Jerković, Milano, 1965
- La commedia degli Zanni, regia di Giovanni Poli, 1966
- La Calandria, di Bernardo Dovizi da Bibbiena, regia di Giorgio De Lullo, Venezia, Teatro La Fenice, 2 ottobre 1966.
- La commedia degli errori, di William Shakespeare, regia di Ruggero Jacobbi, 1968
- Bellinda e il mostro, di Bruno Cicognani, regia di Marcello Baldi, 1968
- Venti zecchini d'oro, di Pasquale Festa Campanile e Luigi Magni, regia di Franco Zeffirelli, 1968
- Molto rumore per nulla, di William Shakespeare, regia di Nando Gazzolo e Mario Maranzana, Milano, 1971
- Lulù, di Carlo Bertolazzi, regia di Giuliano Merlo, 1974
- Barabba, di Michel de Ghelderode, regia di José Quaglio, San Miniato, 1976
- La donna caduta dalla Terra, di Paola Pascolini, regia di Lino Fontis, Roma, 1977
- Polizia è bello, di Roberto Mazzucco, regia di Manuel De Sica, 1978
- Eros e Priapo, da Carlo Emilio Gadda, regia di Lorenzo Salveti, 1980
- Ologame, di Luciana Lanzarotti, regia di Ugo Gregoretti, Roma, 1983
- Il guerriero, l'amazzone, la poesia nel verso immortale del Foscolo, di Carlo Emilio Gadda, regia di Lorenzo Salveti , 1983
- L'assassinio di Sister George, di Frank Marcus, regia di Patrick Rossi Gastaldi, Roma, 1993
- Causa di beatificazione, di Massimo Sgorbani, 2008
- La danza degli alberi, di Teresa Pomodoro, regia di Charlie Owens, 2014
- La bambina della Foresta Nera, di Giuseppe Conte, regia di Charlie Owens, 2015

## Radio
- Storie del bosco viennese, di Ödön von Horváth, regia di Enrico Colosimo, 14 gennaio 1974.
- Conoscere Simone, di Megan Terry, regia di Antonio Menna, 23 aprile 1975.
- Lettera anonima a un cardinale, di Vladimiro Cajoli, regia di Leandro Castellani, 9 marzo 1976.
- L'amabile congiura ovvero Il paese delle donne, di Serafin e Joaquin Álvarez Quintero, regia di Augusto Zucchi, 13 ottobre 1977.
- Acquidistanti, di Carlo Villa, regia di Vittorio Melloni, 30 novembre 1977.
- I misteri di Bologna, adattamento di Lucia Bruni, regia di Vittorio Melloni, 20 puntate, dal 3 al 25 maggio 1979.
- Mandoline, di Jean Silvain, regia di Lorenzo Salveti, 2 gennaio 1980.
- La mosca bianca e il merlo che non sapeva cantare, di Fabio Carpi, regia di Lorenzo Salveti, 15 febbraio 1980.
- Uxoricidio, di Tommaso Landolfi, regia di Lorenzo Salveti, 28 febbraio 1980.
- Italiani! Io vi esorto alle istorie!, di Carlo Emilio Gadda, regia di Lorenzo Salveti, 26 marzo 1980.
- Requiescant in pace, di José Martínez Queirolo, regia di Lorenzo Salveti, 11 aprile 1980.
- Sexy West, di Laura Betti, Laura Barbiani e Serena Dandini, regia di Giorgio Bandini, 20 puntate, dal 23 ottobre 1980 al 9 gennaio 1981.
- Il trigamo, di Piero Chiara, regia di Lorenzo Salveti, 4 dicembre 1980.
- La città sospesa, di Fabio Doplicher, regia di Lorenzo Salveti, 4 febbraio 1981.
- La bella verità, di Bruno Cagli, regia di Lorenzo Salveti, 1º aprile 1982.
- Nozze, di Elias Canetti, regia di Julio Salinas, 16 aprile 1983.
- La matrimonialista, di Umberto Ciappetti e Roberto Mazzucco, 6 agosto 1983.
- Quarto piano, interno 9, di Tonino Pulci e Paola Pascolini, regia di Tonino Pulci, 30 puntate, dal 15 agosto al 20 settembre 1983.
- Tavole separate, di Terence Rattigan, regia di Vittorio Melloni, 25 maggio 1985.
- Villa dei Melograni. Piccoli padroni, di Ivano Balduini, regia di Francesco Anzalone, 65 puntate, dal 30 marzo al 30 giugno 1987.
- Rapsodia in blue, di Lucio Lironi, regia di Flaminia Rinonapoli, dal 18 e 25 agosto 1987.
- Una notte a Vienna, di Bruno Cagli, regia di Luciano Pasquini, 8 settembre 1987.
- Una colazione sul lago di Como, di Bruno Cagli, regia di Flaminia Rinonapoli, 15 settembre 1987.
- Il prezzo del successo, di Maria Rosaria Grifone, regia di Dario Piana, 4 maggio 1989.
- Le zitelle, di Anna Vivarelli, regia di Dario Piana, 10 maggio 1989.
- Lettere d'amore alla radio, di Simona Fasulo, regia di Dario Piana, 26 maggio 1989.
- Amelia è scomparsa, di Claudia Calleri, regia di Daniela Sbarrini, 4 puntate, dal 9 al 23 maggio 1990.
- L'impresario teatrale K. 486, musica di Wolfgang Amadeus Mozart, direttore Bruno Giuranna, 14 aprile 1991.
- Francesca, di Carlotta Wittig, regia di Guido Maria Compagnoni, 40 puntate, dal 25 agosto al 19 ottobre 1992.
- A tavola con Goldoni, di Graziella Galvani, regia di Giorgio Bandini, 13 puntate, dal 4 febbraio al 9 maggio 1993.
- Il padiglione orientale, testo e regia di Franca Alessio, 30 puntate, dal 31 gennaio al 14 marzo 1995.
- La casa di Bernarda Alba, di Federico García Lorca, regia di Giancarlo Cobelli, 8 maggio 1998.
- Eva Kant - Quando Diabolik non c'era, regia di Arturo Villone, Rai Radio2, giugno 2004

## Riconoscimenti
- Globo d'oro
  - 1982 – Miglior attrice rivelazione per Duetto
- Premio IDI Maschera d'oro 
  - 1978 – Migliore interpretazione femminile per Polizia è bello[2]